# Are You Listening? (альбом Долорес О’Риордан)
Are You Listening? (с англ. — «Ты слушаешь?») — дебютный сольный студийный альбом вокалистки The Cranberries Долорес О’Риордан, вышедший 7 мая 2007 года.

## Стиль, отзывы критиков
Как отметил в своей рецензии Стивен Томас Эрлевайн, диск значительно отличается по звучанию от поздних работ The Cranberries. На нём О’Риордан возвращается к мелодичному, задумчивому атмосферному поп-року. Дебют певицы критик счёл успешным: альбом достаточно своеобразен и представляет слушателю её наиболее сильные стороны.

## Список композиций
| №   | Название             | Длительность |
| --- | -------------------- | ------------ |
| 1.  | «Ordinary Day»       | 4:06         |
| 2.  | «When We Were Young» | 3:24         |
| 3.  | «In the Garden»      | 4:28         |
| 4.  | «Human Spirit»       | 4:01         |
| 5.  | «Loser»              | 2:58         |
| 6.  | «Stay With Me»       | 4:02         |
| 7.  | «Apple of My Eye»    | 4:44         |
| 8.  | «Black Widow»        | 4:58         |
| 9.  | «October»            | 4:38         |
| 10. | «Accept Things»      | 4:11         |
| 11. | «Angel Fire»         | 5:02         |
| 12. | «Ecstasy»            | 5:13         |

| №   | Название         | Длительность |
| --- | ---------------- | ------------ |
| 13. | «Willow Pattern» | 4:14         |

| №   | Название        | Длительность |
| --- | --------------- | ------------ |
| 13. | «Letting Go»    | 5:40         |
| 14. | «Forever»       | 4:05         |
| 15. | «Sisterly Love» | 2:35         |

## Участники записи
- Долорес О’Риордан — вокал;
- Стив Демарки — гитара, бэк-вокал;
- Денни Демарки — клавишные, гитары, флейта, бэк-вокал;
- Марко Мендоса — бас-гитара, бэк-вокал;
- Грэхэм Хопкинс — ударные, бэк-вокал.